# Brime de Urz
Brime de Urz es un municipio y lugar español de la provincia de Zamora, en la comunidad autónoma de Castilla y León. Cuenta con una población de 99 habitantes (INE 2024).
Es una localidad que se encuentra ubicada en el valle de Vidriales de la comarca de Benavente y Los Valles. Su casco urbano se asienta junto al arroyo Almucera. Su iglesia parroquial está dedicada a San Esteban y aunque remozada, conserva un retablo de traza neoclásica y dos laterales de estilo barroco churrigueresco. Además, en lo alto de una colina desde la que se divisa todo el pueblo se ubica la ermita de San Esteban, cuya romería se celebra el primer fin de semana de mayo. En las inmediaciones de este cerro se han localizado diversos restos arqueológicos.

## Toponimia
Contiene, en su primera parte, una forma leonesa de vīmĭne- (mimbrera), sometida a disimilación de nasales m-n > m-r y posterior metátesis y síncopa. El castellano y las áreas orientales del leonés no trasponen m-r > r-m, sino que introducen una –b– epentética (vimbre o mimbre). En este sentido, Riesco Chueca considera que «la forma no sufijada es habitual en leonés (brime, brimbia, bime) para designar la planta».
El complemento determinativo alude a la urz, nombre que en las hablas locales se aplica a distintas especies de brezo. Suele ser la denominación aún vigente del brezo albar  o brezo blanco.

## Historia
Brime de Urz cuenta con vestigios de su ocupación desde al menos la Edad del Hierro, como atestiguan el castro descubierto junto a la ermita de San Esteban o el dolmen de «Piedra Fincada». La conquista romana supuso la creación del campamento de Petavonium como centro de control de los poderes locales de las comunidades castrales del valle de Vidriales, además de servir para el control de la extracción de hierro y posibilitar las labores impositivas, funciones a las que algunos autores han añadido la posibilidad de que fuera parte de un limes interior frente a los astures. La crisis del sistema romano, supuso que el campamento de Petavonium fuera abandono en el Bajo Imperio y que las comunidades existentes volvieran de inmediato al modelo de organización castral.
La influencia andalusí en el valle de Vidriales fue mucho menor que en otros territorios del nordeste zamorano. Dentro del valle, es especialmente ilustrativo que el sector que más se vio afectado se encontrara en la cuenca baja del Almucera y en su confluencia con el Tera, es decir, una zona situada al margen de las estructuras territoriales preexistentes.
La victoria de Alfonso III de Asturias sobre los andalusíes en Polvoraria (878) abrió las puertas a la expansión hacia los sectores situados más al sur. Lo que este monarca y sus sucesores se encontraron, por tanto, fue un espacio territorial articulado desde las comunidades preexistentes y vinculadas a las élites locales, de las que se sirvieron para hacerse con el control total. Para ello, lo primero que hicieron fue asumir un papel superior, el de garantes de la pervivencia de las comunidades, en cuya gestión involucraron a las élites locales.
Durante toda la Edad Moderna, Brime de Urz o Brime de Urce, como se denominaba en el siglo XVI, fue una de las localidades que se integraban en la «provincia de las Tierras del Conde de Benavente», formando parte de la «receptoría de Benavente y su Tierra». Esta provincia que se extendía por tierras de la citada casa condal en las actuales provincias de Zamora, León, Orense y Valladolid, tiene la peculiaridad de que considerándose parte del reino de León, de cara al voto en Cortes dependía de la ciudad de Valladolid, ciudad en la que residía el conde, si bien la provincia de las Tierras del Conde de Benavente tenía cierta autonomía a la hora de la recaudación de los impuestos en su territorio.
Brime de Urz pasó a formar parte de la provincia de Zamora tras la reforma de la división territorial de España en 1833. De esta forma continuó encuadrado dentro de la región leonesa, si bien esta última carecía de cualquier tipo de competencia u órgano común a las provincias que agrupaba, teniendo un mero carácter clasificatorio, sin pretensiones de operatividad administrativa. Tras la constitución de 1978, y la diversa normativa que la desarrolla, Brime de Urz pasó a formar parte en 1983 de la comunidad autónoma de Castilla y León, en tanto municipio adscrito a la provincia de Zamora.

## Geografía humana

### Demografía
Cuenta con una población de 99 habitantes (INE 2024).

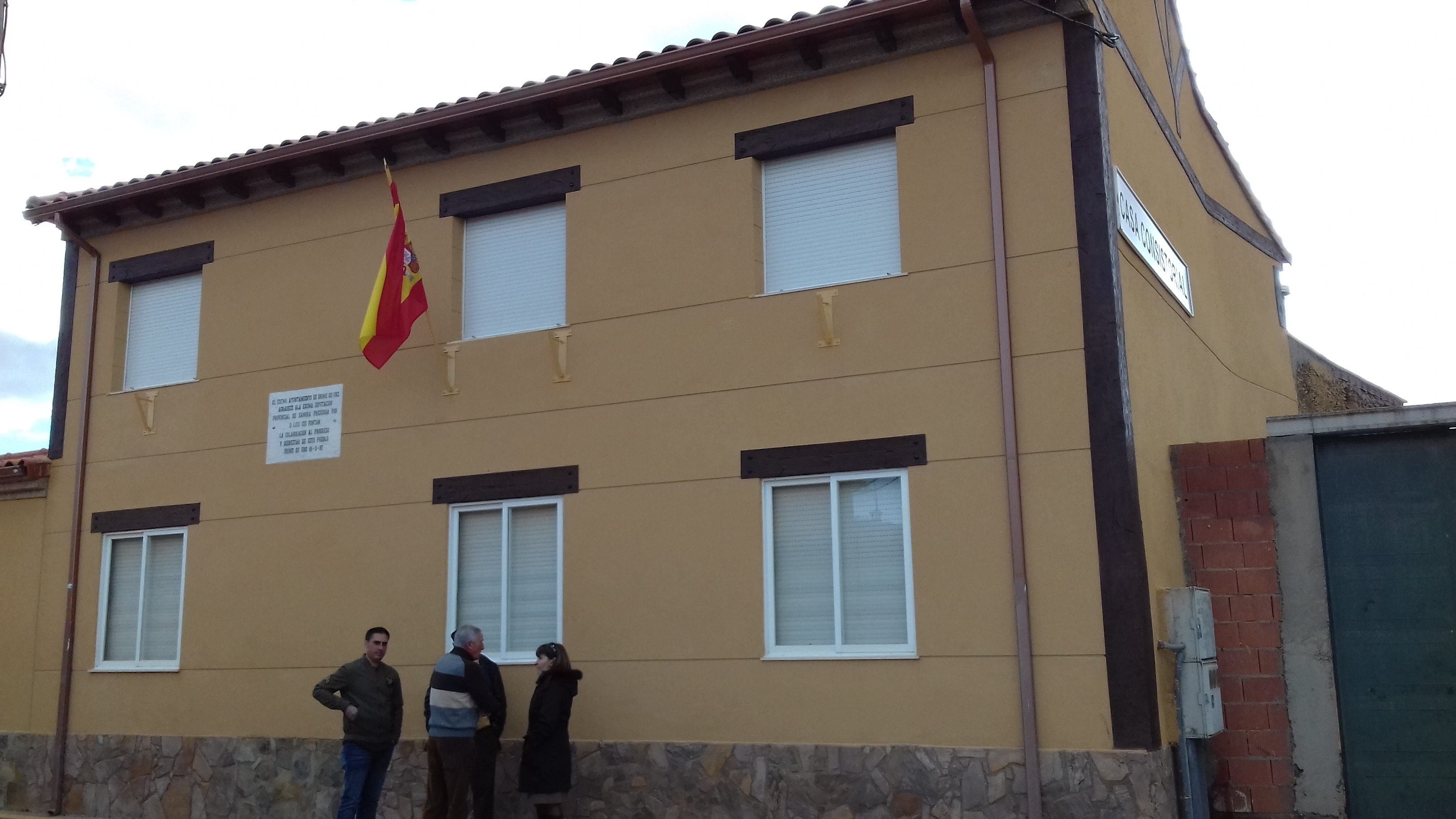
Casa consistorial

| Gráfica de evolución demográfica de Brime de Urz entre 1842 y 2021                                                    |
| |
| Población de derecho según los censos de población del INE. Población de hecho según los censos de población del INE. |

## Fiestas
- Las fiestas principales de Brime de Urz son el primer sábado y el primer domingo de mayo, en estas fiestas es tradicional subir a la ermita de San Esteban para celebrar allí una misa, desde la iglesia del pueblo, llevando al  santo patrón a modo de procesión. Esa noche se celebra una verbena.[14]
- También hay otras, como las «Fiestas Sacramentales», celebradas durante el viernes, sábado y  domingo de la penúltima semana de agosto. Durante las mismas se suceden acontecimientos y actividades como bailes, conciertos, comidas y cenas al aire libre. El primer día de fiestas, el viernes, es tradicional hacer una cena a cargo del «Coto de Caza», y más tarde, sobre las 23 horas, se hace un desfile de disfraces y carroza con tirada de caramelos, normalmente por los niños subidos a la carroza, por las calles del pueblo. Finalmente, esa noche hay una verbena. El segundo día de fiestas se inicia sobre las 13 horas con una procesión en honor al Santísimo por el pueblo y al finalizarla se acude a misa. Ese día por la tarde se hacen juegos infantiles para los más pequeños y por la noche se acude a la verbena. Para finalizar las fiestas, el domingo se acude a la misa en honor a los difuntos del pueblo, por la tarde una fiesta de la espuma y finalmente la verbena. Es tradicional subir a la ermita de San Esteban para ver amanecer. Se ha rodeado de unas verjas a modo de mirador para que la gente que quiera pueda subir a mirar el pueblo y sus alrededores.[15]